# Magda Konopka
Magda Konopka (Varsovia, 15 de marzo de 1943) es una actriz y modelo polaca activa en el cine italiano en las décadas de 1960 y 1970, mejor conocida por sus papeles en la commedia sexy all'italiana. Interpretó también papeles en películas de cine B, wéstern, giallo y poliziotteschi.

## Biografía
Nació en una familia aristocrática. Su padre era un oficial de alto rango, propietario de tierras y caballos, su madre era especialista en arqueología.  Ella misma llevaba el título de baronesa, heredado de su bisabuelo, que fue ayudante de campo de Napoleón Bonaparte.  Se vio obligada a irse a vivir a Londres con su padre, ya que era un perseguido político.  A los 17 años decidió dejar la escuela secundaria y matricularse en una escuela de modelos.
Llegó a Italia en compañía de su amigo actor Massimo Serato y comenzó su carrera cinematográfica con la película Thrilling (1965), en el episodio Il vittimista, dirigido por Ettore Scola.  En 1969, ganó el concurso de belleza Lady Universe. En 1971 también protagonizó el spaghetti western Blindman con Ringo Starr.
En enero y agosto de 1967, apareció en la portada del semanario Tempo, luego posó para la portada de la edición de mayo de 1970 de Penthouse. En enero de 1967 y noviembre de 1970, apareció en las páginas de Playmen.

## Vida personal
El 21 de diciembre de 1967, se casó con el multimillonario francocanadiense Jean-Louis Dessy, pero la pareja se separó la primavera siguiente. Según informes, fue una de las mujeres con las que Sean Connery tuvo romances a principios de la década de 1970, mientras estaba casado con Diane Cilento.
En 1970, una revista semanal publicó una foto de ella desnuda con Camillo II Casati Stampa di Soncino, marqués de Casate, después de que este último acabara de asesinar a su esposa Anna Fallarino y a su amante Massimo Minorenti antes de suicidarse, un crimen que terminó siendo conocido como el crimen Casati Stampa. Konopka se justificó diciendo que no tenía ninguna conexión con el marqués, que su foto con él fue sólo el resultado de un encuentro casual en una playa de Porto Rotondo y que la foto fue tomada por la propia marquesa.  Decidió entonces presentar una denuncia por difamación contra el periódico que publicó las fotos. El magistrado de Roma y el Tribunal Constitucional le dieron la razón y prohibieron la difusión de las fotos.
En 1972 fue investigada por posesión y consumo de narcóticos en relación con una investigación sobre el club nocturno de Roma Number One.

## Filmografía
- Becket (1964, no acreditada)
- Thrilling, episodio Il vittimista (1965)
- Le piacevoli notti (1966)
- 7 monaci d'oro (1966)
- Secretísimo (1967)
- Colpo doppio del camaleonte d'oro (1967)
- Liebesnächte in der Taiga  (1967)
- Satanik (1968)
- ...e per tetto un cielo di stelle (1968)
- La noche de las serpientes (1969)
- Hell Boats (1970)
- Cuando los dinosaurios dominaban la tierra  (1970)
- Quickly... spari e baci a colazione (1971)
- Blindman (1971)
- Forza G (1972)
- Canterbury proibito, episodio Antona e Giustina (1972)
- Cristiana monaca indemoniata (1972)
- Lucky Luciano (1973)
- Superuomini, superdonne, superbotte (1974)
- Prostituzione (1974)
- Il vizio ha le calze nere (1975)
- Diabolicamente... Letizia (1975)
- La sposina (1976)
- Campagnola bella (1976)
- La casa (1976)
- La cameriera nera (1976)
- La zia di Monica (1979)